# Шънджин
Шънджин (на албански: Shëngjin) е туристически град в област Лежа в Северозападна Албания. Градът се отличава с пристанището и широката си плажна ивица. Шънджин се намира на около 7 км западно от Лежа и има население от около 4000 жители.
Шънджин е самостоятелна община преди административната реформа през 2015 г., но след реформата се обединява заедно с бившите общини Балдрен и Ри, Блинищ, Дайч, Калмет, Колш, Шънкол, Унгрей и Зеймен, за да образува община Лежа.
Смята се, че името на града идва от св. Йоан (Shën алб. 'свети' + Gjin 'Йоан').